# توراوینا
توراوینا (به انگلیسی: Tooraweenah) یک شهرک در استرالیا است که در نیو ساوت ولز واقع شده‌است.